# Балестрате-Фоче
Балестрате-Фоче (итал. Balestrate-Foce) је насеље у Италији у округу Палермо, региону Сицилија.
Према процени из 2011. у насељу је живело 5916 становника. Насеље се налази на надморској висини од 38 м.

## Становништво
Према резултатима пописа становништва 2011. у општини је живело 6.413 становника.
| 1931. | 1936. | 1951. | 1961. | 1971. | 1981. | 1991. | 2001. | 2011. |
| ----- | ----- | ----- | ----- | ----- | ----- | ----- | ----- | ----- |
| 4.693 | 4.707 | 5.686 | 5.546 | 4.753 | 5.162 | 5.651 | 5.693 | 6.413 |